# Chapelle Saint-Agapit de Séchelles
La Chapelle Saint-Agapit est une église située à Agnicourt-et-Séchelles, en France.

## Localisation
L'église est située sur la commune d'Agnicourt-et-Séchelles, dans le département de l'Aisne.